# Slída

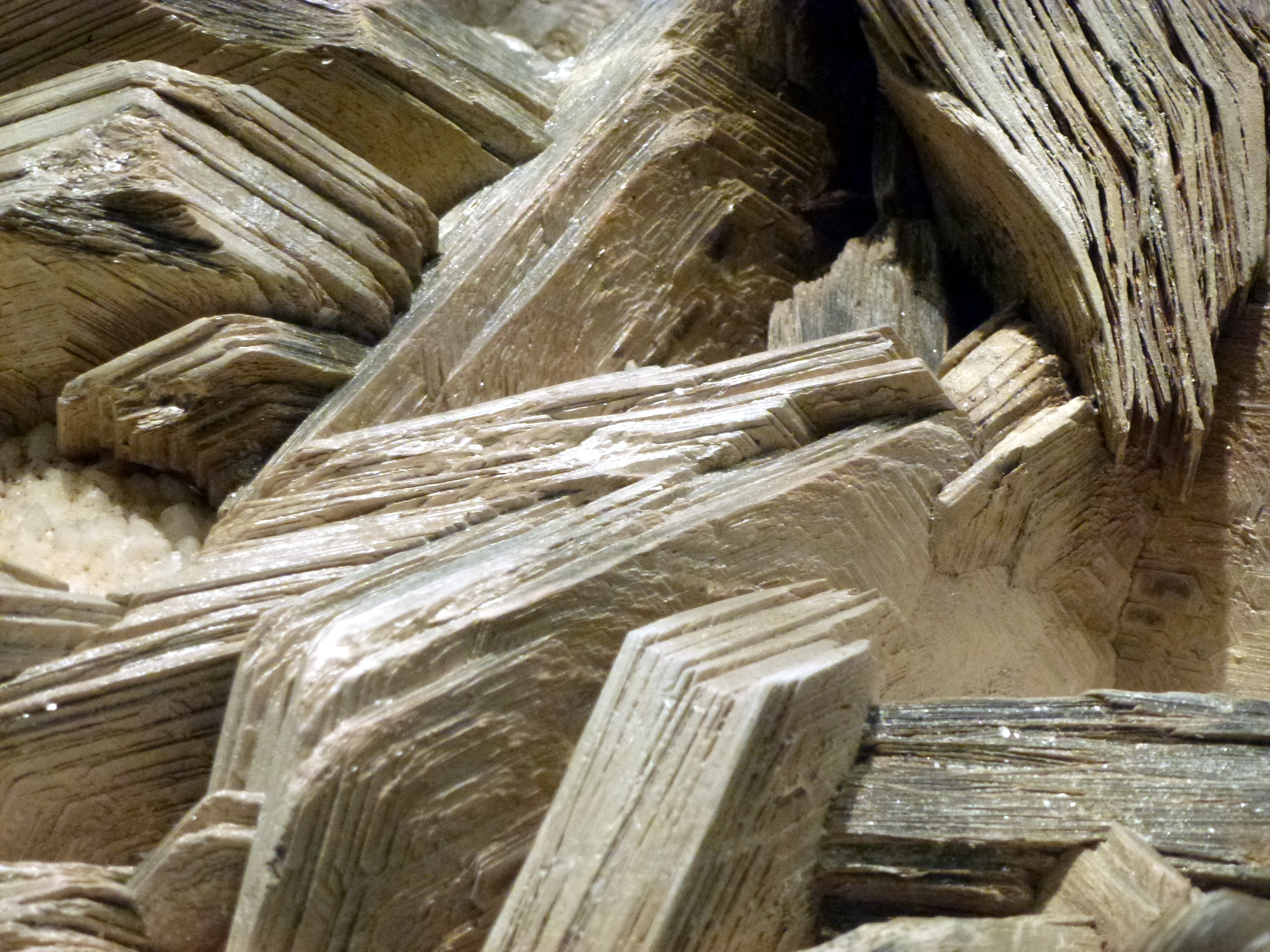
Detail slídy – muskovit

Slída je označení pro velmi širokou skupinu minerálů patřících mezi hlinitokřemičitany. Jde o významnou skupinu horninotvorných minerálů. Slídy patří mezi fylosilikáty, které krystalizují v monoklinické soustavě, někdy je jejich symetrii těžké rozpoznat, protože nabývají pseudohexagonální habitus. Mají dokonalou bazální štěpnost. Tento typický znak je dán jejich vrstevnatou krystalovou strukturou (projevuje se perleťovým leskem na štěpných plochách). Tenké průhledné či průsvitné lupeny dosahují i značných rozměrů. Bývaly používány i jako výplně oken a žáruvzdorných okének pecí. Slída je nevodivá, nehořlavá, taví se špatně, spíše vůbec.

## Chemické složení
Všechny slídy mají podobné chemické složení, které lze vyjádřit vzorcem:
X2Y4-6Z8O20(OH,F)4
kde X je K, Na, Ca, zřídka Ba, Rb nebo Cs
Y je Al, Mg, Fe nebo zřídka Mn, Cr, Ti, Li, a další prvky
Z je převážně Si nebo Al ale může být i Fe3+ nebo Ti
Slídy se dělí na dioktahedrické (Y = 4) a trioktaedrické (Y = 6). Pokud je na pozici X ion K nebo Na, označuje se jako pravá slída, pokud je na pozici X Ca označuje se jako křehká slída.

## Struktura

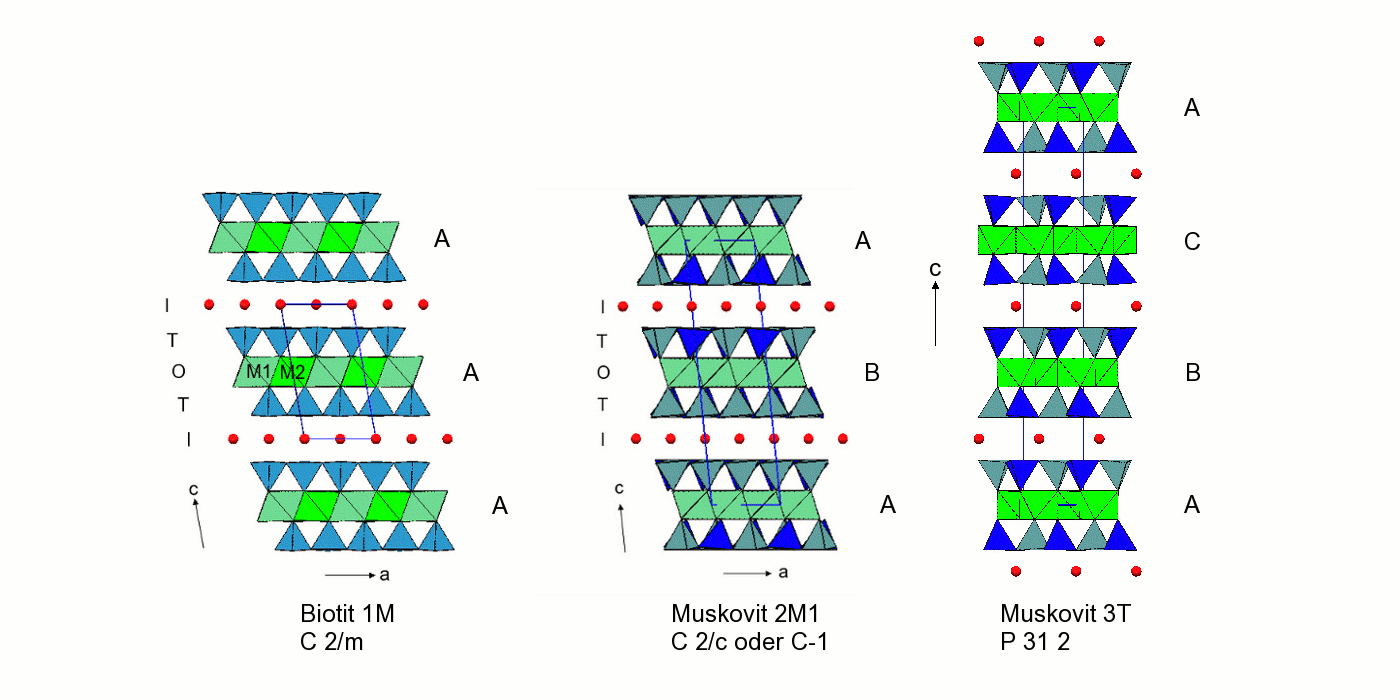
Struktura T - O - T hlavních typů slíd

Výborná štěpnost slíd je důsledkem charakteristického uspořádání strukturních prvků, kde se mezi dvěma tetraedrickými sítěmi, které mají v rovině hexagonální symetrii, nachází oktaedrická síť, jejíž prvky se spojují do trojúhelníků. Tato struktura je označována jako t-o-t (tetraedr-oktaedr-tetraedr). Oktaedrická vrstva může existovat ve dvou podobách, jako trioktaedrická, podobná struktuře brucitu, nebo dioktaedrická, podobná gibbsitu. Vrstvy tvořené t-o-t strukturami jsou kompaktní ale mohou se spojovat s dalšími takovými vrstvami, čímž vzniká typická vrstevnatá struktura fylosilikátů.

## Minerály

### Trioktaedrické slídy
Pravé slídy
- flogopit
- biotit
- cinvaldit
- lepidolit

Křehké slídy
- clintonit

### Dioktaedrické slídy
Pravé slídy
- muskovit
- paragonit

### Slídy s mezivrstevní chybou
Velmi jemnozrnné slídy mají často větší rozdíly v obsahu iontů a vody a jsou obvykle označovány jako jílovité slídy. Patří mezi ně:
- Hydromuskovit: s H3O+ a K na pozici X
- Illit: s nedostatkem K na pozici X a porovnatelným přebytkem Si na pozici Z
- Fengit: s Mg nebo Fe2+ nahrazujícími Al na pozici Y a porovnatelným přebytkem Si na pozici Z

## Výskyt
Často se však pojmem slída míní jen její nejznámější reprezentant – muskovit.[zdroj?]
V přírodě se ze slíd vyskytují nejčastěji dva druhy:
- Muskovit (světlá slída, kočičí stříbro) – stříbřitě bílý, slabě nažloutlý či nazelenalý nerost. Obsahuje ho žula, krystalické břidlice nebo svory. Chemicky jde o hlinitokřemičitan draselný s malou příměsí sodíku, vápníku a železa.
- Biotit (tmavá slída) – nerost v hornině černý, samostatný lístek pak hnědý až černohnědý. Biotit lze nalézt v mnoha vyvřelinách a krystalických břidlicích. Je to, stejně jako muskovit, hlinitokřemičitan draselný, avšak s příměsí až 30 % oxidu hořečnatého.
- Lepidolit – růžová odrůda

### Naleziště
- Indie
- Rusko: Bajkal
- USA
- Česká republika: Důl Na kole Domažlice, v oblasti Vysočiny (Rožná, Dobrá Voda, Jeclov) a v Jihočeském kraji (Nová Ves u Křemže)
- Kanada